# Constantino Teixeira
Constantino dos Santos Teixeira, auch bekannt als Tchutcho Akson (* unbekannt; † 1988 in Bissau, Guinea-Bissau) war ein guinea-bissauischer Widerstandskämpfer, Militär und Politiker der PAIGC. Im Jahr 1978, nach dem Tod von Francisco Mendes, war Teixeira kurzzeitig Premierminister von Guinea-Bissau.

## Leben
Die genaue Herkunft wie auch das Geburtsdatum von Teixeira sind unbekannt, wobei jedoch davon ausgegangen werden kann, dass er im Gebiet der portugiesischen Kolonie Guinea geboren wurde. In seiner Jugend schloss sich Teixeira der Widerstands- und Unabhängigkeitsbewegung PAIGC an, die gegen die portugiesische Kolonialmacht kämpfte. Teixeira stieg schnell innerhalb der Hierarchie der PAIGC auf. Zwischenzeitlich war er der persönliche Leibwächter Amílcar Cabrals. Er war einer der fünf höchsten Kommandeure der PAIGC-Truppen, am 19. September 1976 wurde er zum höchsten Rang der PAIGC befördert.
Nach der Unabhängigkeit Guinea-Bissaus war Teixeira zunächst Innenminister. Nach dem Tod Francisco Mendes’ bei einem Autounfall am 7. Juli 1978 übernahm Teixeira vorübergehend die Aufgaben des Premierministers, bevor am 28. September 1978 João Bernardo Vieira übernahm. Letzter stürzte den Staatspräsidenten Luís Cabral zwei Jahre später und ließ alle Vertrauten Cabrals, darunter auch Teixeira, verhaften und unter Hausarrest stellen. Teixeira verblieb sieben Jahre unter Hausarrest auf der Insel Bolama, bevor er 1988 an einer Krankheit in Bissau starb.